# N-121-B

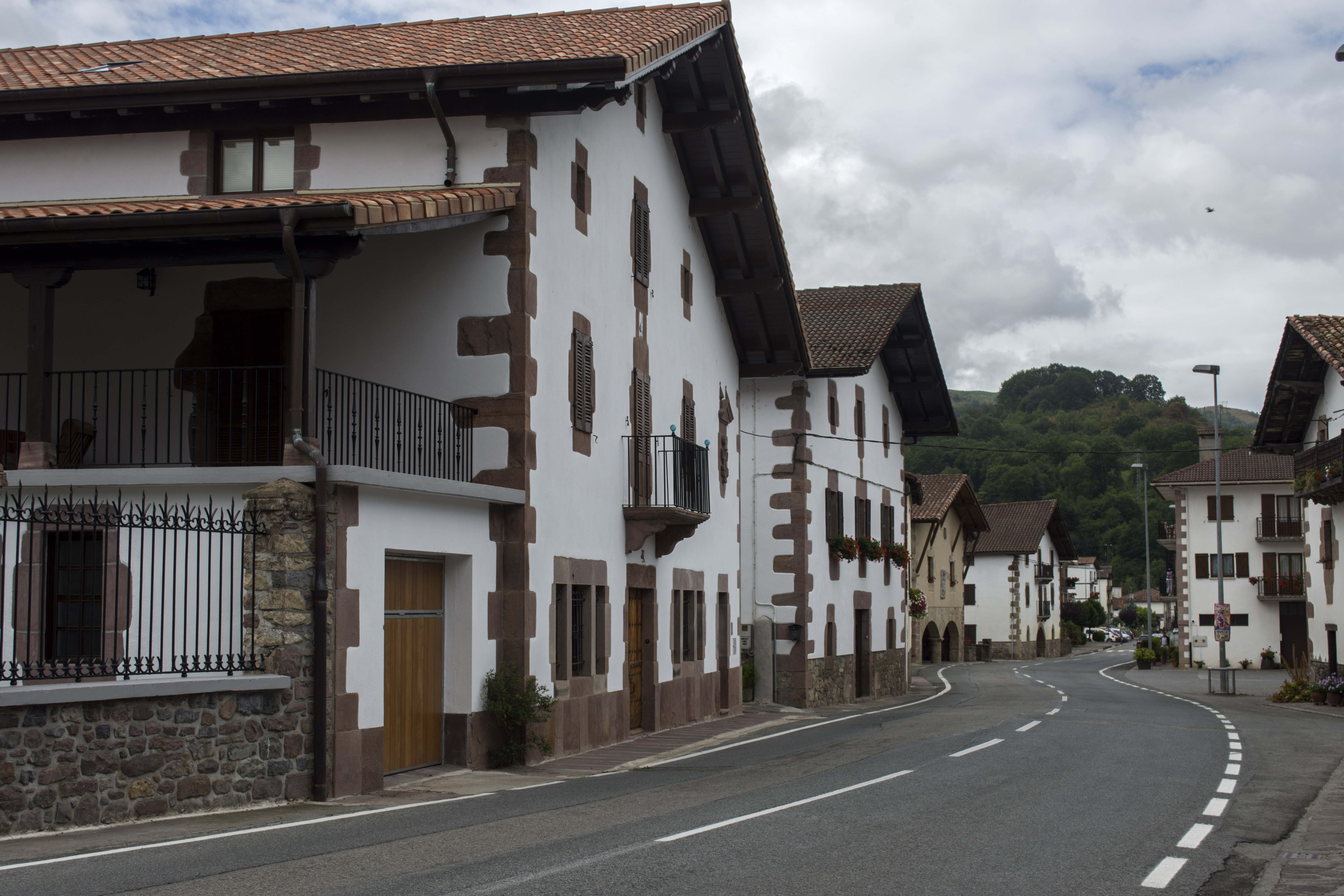
Antigua carretera N-121-B a su paso por Oronoz-Mugaire.

La N-121-B es una carretera nacional española tiene una longitud de 30 km, pertenece a la Red de interés general de la Comunidad Foral de Navarra, comunica Oronoz-Mugaire con las Ventas de Dantxarinea, en Urdax junto a la frontera francesa.

## Recorrido
La N-121-B es un eje que pretende comunicar la ciudad de Pamplona con Biarritz (Francia). Inicia su recorrido en la localidad de Oronoz-Mugaire junto a la carretera N-121-A. Atraviesa el Valle de Baztán y antiguamente las poblaciones de Oronoz-Mugaire, Irurita, Elizondo, Elbete, Arizcun, Otsondo y Urdax, finaliza en la población de Dancharinea junto a la frontera francesa. Actualmente se ha construido una variante que rodea Oronoz-Mugaire, Arraioz, Irurita, Elizondo y Elbete.
| Id.     | PK   | Salida                               | Carretera                            | Enlace (dirección ascendente)                      | Enlace (dirección descendente)                     |
| ------- | ---- | ------------------------------------ | ------------------------------------ | -------------------------------------------------- | -------------------------------------------------- |
| N-121-B | 41,2 |                                      | NA-1210                              | Oronoz-Mugaire Bertiz                              | sin enlace                                         |
| N-121-B | 42,6 |                                      | Túnel de Azkazkorro 410 m            | Túnel de Azkazkorro 410 m                          | Túnel de Azkazkorro 410 m                          |
| N-121-B | 43   |                                      | Túnel de Azkazkorro 410 m            | Túnel de Azkazkorro 410 m                          | Túnel de Azkazkorro 410 m                          |
| N-121-B | 43,2 |                                      | NA-8303                              | sin enlace                                         | Oronoz-Mugaire Bertiz                              |
| N-121-B | 43,3 |                                      | NA-4453                              | Orabidea                                           | Orabidea                                           |
| N-121-B | 45,1 |                                      | NA-8302                              | Arráyoz Área comercial                             | Arráyoz Área comercial                             |
| N-121-B | 46,1 |                                      | NA-8302                              | Arráyoz                                            | Arráyoz                                            |
| N-121-B | 46,1 | NA-8307                              | Irurita                              | Irurita                                            |                                                    |
| N-121-B | 48,3 |                                      | NA-4403                              | Lecároz - Irurita                                  | Lecároz - Irurita                                  |
| N-121-B | 49,2 |                                      | NA-4407                              | Elizondo                                           | Elizondo                                           |
| N-121-B | 50,4 |                                      | Camino                               | Elvetea - Orabidea                                 | Elvetea - Orabidea                                 |
| N-121-B | 51,2 |                                      | NA-8307                              | Elizondo - Elvetea                                 | Elizondo - Elvetea                                 |
| N-121-B | 54,2 |                                      | NA-2601                              | Arizcun                                            | sin enlace                                         |
| N-121-B | 55,5 |                                      | NA-2600                              | Errazu - Arizcun Museo Santxotenea Alto de Izpegui | Errazu - Arizcun Museo Santxotenea Alto de Izpegui |
| N-121-B | 55,5 | NA-4457                              | Azpilcueta                           | Azpilcueta                                         |                                                    |
| N-121-B | 56,9 |                                      | NA-4406                              | Urrasun                                            | Urrasun                                            |
| N-121-B | 57,4 |                                      | NA-2653                              | Maya                                               | Maya                                               |
| N-121-B | 62,7 |                                      | NA-4453                              | Orabidea                                           | Orabidea                                           |
| N-121-B | 62,9 | Puerto de Otxondo                    | Puerto de Otxondo                    | Puerto de Otxondo                                  | Puerto de Otxondo                                  |
| N-121-B | 62,9 |                                      | Camino                               | Gorramendi                                         | Gorramendi                                         |
| N-121-B | 71   |                                      | NA-4402                              | Urdax Monasterio de Urdax Cuevas de Urdax          | Urdax Monasterio de Urdax Cuevas de Urdax          |
| N-121-B | 72   | Inicio de la travesía de Dancharinea | Inicio de la travesía de Dancharinea | Inicio de la travesía de Dancharinea               | Inicio de la travesía de Dancharinea               |
| N-121-B | 72,3 |                                      | Bº Landibar                          | Dancharinea Área comercial                         | Dancharinea Área comercial                         |
| N-121-B | 72,6 |                                      | Bº Dantzarinea                       | Dancharinea Área comercial                         | Dancharinea Área comercial                         |
| N-121-B | 72,9 |                                      | Bº Dantzarinea                       | Dancharinea Área comercial                         | Dancharinea Área comercial                         |
| N-121-B | 73   |                                      | Bº Dantzarinea                       | Dancharinea Área comercial                         | Dancharinea Área comercial                         |
| N-121-B | 73   | NA-4401                              | Zugarramurdi Cuevas de Zugarramurdi  | Zugarramurdi Cuevas de Zugarramurdi                |                                                    |
| N-121-B | 73,2 |                                      | D-4                                  | Sara - Urruña - San Juan de Luz                    | Sara - Urruña - San Juan de Luz                    |
| N-121-B | 73,2 | D-20                                 | Ainhoa - Larressore                  | Ainhoa - Larressore                                |                                                    |